# Brachypleura novaezeelandiae
Cá bơn vẩy vàng (Danh pháp khoa học: Brachypleura novaezeelandiae) là một loài cá bơn trong họ Citharidae thuộc bộ cá thân bẹt Pleuronectiformes, chúng là loài bản địa của vùng phía Tây và trung của vùng biển Ấn Độ Dương-Thái Binh Dương, chúng sống ở độ sâu khoảng 18 đến 92 m (59 đến 302 ft), chúng là loài cá có giá trị kinh tế, loài cá này khi phát triển có thể có chiều dài lên đến 14 cm (5,5 in). Đây là loài nằm trong chi đơn loài Brachypleura chỉ gồm một loài cá duy nhất này.